# Ziua bunicilor
Ziua Bunicului, sau Ziua Bunicilor este o zi comemorativă, dedicată bunicilor în cadrul fiecăreia dintre familiile care își onorează precursorii, zi care complementează Ziua Mamei și Ziua Tatălui. Această zi este celebrată doar în anumite țări, cu diferențe în ce privește denumirea ei, motivația sau/și data. În multe țări din America Latină, a fost aleasă pentru această comemorare, ziua de 26 iulie, zi în care liturghia catolică comemorează  pe San Joaquin (Sfânt Ioachim) și pe Santa Ana (Sfânta Ana), părinții Fecioarei Maria și, prin urmare, bunicii lui Isus.
În plus, ONU promovează celebrarea la nivel internațional a unei zi care sa reamintească de persoanele vârstei a treia, în general: Ziua Internațională a Persoanelor Vârstnice,  pentru ziua de 1 octombrie.

## Celebrări ale acestei zi, în diferite țări

### Argentina
În Argentina, în afară de mai sus pomenita zi de 26 iulie, este posibil sa găsim celebrată "Ziua Bunicii", și în cea de-a doua duminică a lunii noiembrie, și "Ziua Bunicului" cea de-a treia duminică a lunii August.

### Bolivia
În Bolivia, se celebrează "Ziua Adultului Major (Vârstnic)" pe 26 August.

### Brazilia
- În Brazilia, "Ziua Bunicilor" ("dia dos avós") este celebrată pe 26 iulie.

### Canada
Celebrarea acestei zile în această țară a fost stabilită după ce a fost aprobată în 1995 de către Parlament moțiunea nr. 273, propusă de deputatul Sarkis Assadourian, prin care este desemnată a doua duminică din luna septembrie a fiecărui an, ca Zi a Bunicilor în scopul de a recunoaște importantul lor aport laborios în familie și în îngrijirea și în educația copiilor.

### Chile
În Chile, se celebrează la două date diferite: Ziua Adultului Vârstnic este sărbătorită pe 1 octombrie, în conformitate cu Decretul Suprem Nr. 125 din 2004; iar la 15 octombrie este celebrată Ziua Națională Omului Bătrân și a Bunicul, potrivit decretului 754 al Ministerul de Interne, din 1977.

### Columbia
În Columbia, se celebrează în a treia duminică a lunii august.

### Costa Rica
În Costa Rica, este celebrată Ziua Națională a Adultului Vârstnic, la 1 octombrie.

### Cuba
În Cuba,  Ziua Bunicilor este celebrată pe 26 iulie.

### Ecuador
În Ecuador, este celebrată Ziua Națională a Adultului Vârstnic, la 29 septembrie.

### Statele Unite Ale Americii
În Statele Unite ale Americii, se numește "National Grandparents Day (Ziua Naționala a Bunicilor)", și este celebrată în prima duminică de după Labor Day⁠(d) (Ziua Muncii). Se spune că originea acestei celebrări provine de la eforturile făcute în 1961 de către Hermine Beckett Hanna, din North Syracuse, New York⁠(d), in direcția aducerii de recunoștință persoanelor vârstnice și recunoașterea importanței lor sociale. La 21 februarie 1990 James T. Walsh, deputat de New York, a recunoscut eforturile depuse de Hermine Beckett Hanna în Camera Reprezentanților a Statelor Unite ale Americii, mulțumindu-i pentru rolul său în determinarea celebrării acestei "zi a bunicilor".
Alții au indicat-o pe Marian McQuade, din Fayette County (Virginia de Vest), căreia senatorul Alfonse D'Amato , și președintele Jimmy Carter, i-au transmis recunoștința pentru fondarea celebrării National Grandparents Day. McQuade a încercat sa transmită tinerilor informații educative asupra importanței contribuțiilor persoanelor care au ajuns să aparțină vârstei a treia, in lungul istoriei. De asemenea, ea a cerut tinerilor să "adopte" un bunic, nu doar pentru o zi, un an, ci pentru toată viața.
În 1973, senatorul Jennings Randolph a introdus o moțiune în scopul de a incorpora Ziua Bunicilor în rândul sărbătorilor având grad de sărbătoare publică națională. Cinci ani mai târziu, în 1978, Congresul a adoptat o lege care a stabilit prima duminică de după Labor Day (Ziua Muncii) drept Ziua Națională a Bunicilor.

### Spania
- În Spania, ziua convenită pentru celebrarea Zilei Bunicilor este, 26 iulie.

### Franța
În Franța, "Ziua Bunicilor" are celebrarea, începând din 1987, în prima duminică a lunii martie.

### Honduras
În Honduras, Ziua Națională de Bunicilor și Bunicelor, este convenita spre celebrare pentru ultima duminică a lunii august ; în afară de asta, mulți oameni celebrează, aceasta "Zi a Bunicilor" pe 26 iulie.

### Italia
În Italia, celebrarea Zilei Bunicilor a fost convenită în 2005 și este celebrată pe 2 octombrie, ziua Îngerului păzitor în cadrul Bisericii Catolice.

### Mexic
În Mexic, celebrarea Zilei Bunicilor este convenită pentru 28 August .

### Nicaragua
În Nicaragua, din anul 2014, Ziua Bunicului și a Bunicii are convenită data celebrării pentru 26 iulie a fiecărui an, "în semn de recunoaștere a contribuției în formarea, dezvoltarea și educației  familiei"; dată ce a fost stabilită printr-un decret legislativ al Adunării Naționale din Nicaragua⁠(d), în scopul de a  aduce "recunoștință prezenței bunicului și bunicii, în familie".

### Panama
În Panama, se celebrează pe 26 iulie.

### Paraguay
În Paraguay, este celebrată pe 5 mai.

### Peru
În Peru, este celebrată pe 26 august.

### Polonia
În Polonia, Ziua Bunicilor ("Dzień Babci") este celebrată pe 21 ianuarie. Ziua Bunicului ("Dzień Dziadka") este celebrată pe 22 ianuarie.

### Portugalia
- În Portugalia, Ziua Bunicilor ("dia dos avós") este celebrată pe 26 iulie.

### Puerto Rico
În Puerto Rico, este celebrată în a doua duminică a lunii septembrie.

### Marea Britanie
În Marea Britanie, Ziua Bunicilor este celebrată în prima duminică a lunii octombrie. Celebrarea ei a fost promovată în 1990 de către ONG - Age Concern.

### Uruguay
În Uruguay, Ziua Bunicilor isi are fixată celebrarea pe 19 iunie, ziua de naștere a eroului național José Gervasio Artigas.

### Venezuela
În Venezuela, este sărbătorită Ziua Națională a Adult mai în Vârstă de 29 mai. este, de Asemenea, sărbătorită pe 26 iulie, data în care biserica catolică îl sărbătorește ziua de Sfântul Ioachim și Sfânta ana, părinți ai  Fecioarei Maria și bunicii lui Isus.

### Republica Dominicană
În Republica Dominicană, este celebrată Ziua Națională a Adultului Vârstnic pe 29 mai. Este de asemenea celebrată, pe 26 iulie, dată în care biserica catolică îi celebrează pe Sfântul Ioachim și pe Sfânta ana, părinții Fecioarei Maria și bunici lui Isus.

## Alte entități

### Mesageri de Pace
ONG Mesageri de Pace celebrează începând cu anul 1998, Ziua Bunicilor în fiecare 26 iulie. Aceasta organizația declara că înțelege că, în cazurile în care părinții nu pot asigura o îngrijire adecvată copiilor lor, bunicii își asumă  rolul de întreținători sau/și de tutori.